# Johann Nepomuk Schöpf
Johann Nepomuk Schöpf (* 1733 in Prag, Königreich Böhmen; † 1798 vermutlich in Gräfelfing) war ein Maler und Radierer des Barock.

## Leben
Schöpf erlernte das Kunstmalerhandwerk bei seinem Vater Johann Adam Schöpf und war anschließend in dessen Werkstatt tätig. 1761 erhielt er vom Münchner Hof ein Stipendium für eine Studienreise nach Rom. Nach der Rückkehr malte er zwei Bilder für das kurfürstliche Vorzimmer des Nymphenburger Schlosses sowie die Gemälde „Atalante“, „Diogenes“ und „Sokrates“. 1765 wurde er zum kurfürstlichen Hofmaler ernannt und 1770 zum Mitglied der kurfürstlichen Kunstakademie. In Bayern und in Siebenbürgen schuf er zahlreiche Werke, die von den Gemälden des Jesuiten Andrea Pozzo beeinflusst waren.
Johann Nepomuk Schöpf war mit der Regensburgerin Katharina Faber verheiratet. Nach einem Aufenthalt in Siebenbürgen kehrte er Ende der 1770er Jahre nach Bayern zurück und wohnte zunächst bei seinem Bruder Ignaz im Pfarrhaus in Egenburg bei Pfaffenhofen an der Glonn. Zusammen mit diesem siedelte er nach Gräfelfing um, wo er vermutlich verstarb.

## Werke (Auswahl)

### In Bayern
- Amberg:
  - St.-Georgs-Kirche: Hochaltarbild „Apotheose des hl. Georg“ (1761)
  - Katharinenkirche: Altarbild  „Marter der hl. Katharina“ (nicht erhalten)
- Egenburg, Pfarrkirche St. Stephan: Fresken im Chor und Langhaus (1780)
- Niederdorf, Pfarrkirche St. Cyriakus, Largus und Smaragdus: Deckenfresko (1792)
- Ingolstadt, Stadtpfarrkirche St. Moritz: Gemälde „Marter des hl. Moritz“
- Kloster Fürstenfeld: Hochaltarbild Himmelfahrt Mariä; Ölgemälde mit Darstellung der vier Kirchenväter; Seitenaltarbilder „Joachim, Maria und Anna“, „Hl. Johann Nepomuk“ und „Heilige Familie“
- München:
  - Schloss Fürstenried: „Meleager und Atalante“ (nach Rubens); „Die sieben griechischen Kaiser“; „Maria und Magdalena“
  - Bayerisches Nationalmuseum: Hausaltar aus Kloster Fürstenfeld mit Gemälde „Himmelfahrt Mariä“
- Pfaffenhofen an der Glonn, Pfarrkirche St. Michael: Deckengemälde „Opfer des Alten Bundes“ und „Anbetung Gottvaters“ im Chor, „Höllensturz“ im Langhaus (1765–1772; gemeinsam mit Vater Johann Adam Schöpf)
- Regensburg, Stiftskirche St. Johann: Deckenfresken „Enthauptung des Johannes“, „Gründung und Erbauung der Stiftskirche St. Johann“ und „Jakobs Traum“ (1768, nicht erhalten); Wandfresken mit Personifikationen von Tugenden (1768, teilweise erhalten); Hochaltarbild „Taufe Jesu durch Johannes“ (1769, erhalten)
- Traunstein, Salinenkirche St. Rupert und Maximilian: Gemälde der Seitenaltäre (1756)
- Unterschweinbach, Filialkirche Mariä Himmelfahrt: Deckengemälde „Himmelfahrt Mariens“ (um 1760–1770, zugeschrieben)

### In Österreich
- Stift Reichersberg: Deckenbilder in der Bibliothek und im Bayerischen Saal (1771–1773)

### In Siebenbürgen
- Nagyvárad
  - Kathedrale: „Himmelfahrt Mariä“ sowie Kuppelfresko
  - Karl-Borromäus-Kapelle in der bischöflichen Residenz: Fresken
- Temesvar: Nebenaltäre der Kathedrale